# Conferència d'Algesires
La Conferència Internacional d'Algesires va tenir lloc en la ciutat andalusa d'Algesires entre el 16 de gener i el 7 d'abril de 1906. L'objectiu de la conferència va ser solucionar la primera crisi marroquina que enfrontava França amb Alemanya. Aquesta crisi havia sorgit el 1904 amb motiu de l'acord que havien subscrit França i Espanya, amb el vistiplau de Gran Bretanya, per a delimitar les zones del Marroc sobre les quals ambdues potències colonials exercirien el seu protectorat.
Alemanya va mostrar la seva disconformitat amb aquest acord en estar també interessada en un protectorat propi al Marroc i va iniciar una ofensiva diplomàtica que culminaria el 31 de març de 1905 amb la visita a Tànger de kaiser Guillem II on va anunciar el seu suport a la independència marroquina i va exigir la convocatòria d'una reunió de les potències afectades. Durant els treballs preparatoris de la conferència es van proposar com a seus les ciutats de Tànger i Madrid encara que finalment es va designar com a seu la ciutat d'Algesires, per ser lloc equidistant entre Madrid i Rabat.

## Estats participants
A les sessions, celebrades en el Saló de Plens de l'Ajuntament de la ciutat, hi van assistir els ambaixadors dels tretze estats participants detallats a continuació: 
- L'Imperi Alemany, representat pel comte de Tattenbach i pel Sr. de Radowitz.
- França, representada pel Sr. Révoil.
- El Regne d'Espanya, representat pel Duc d'Almodóvar del Río i pel sr. Pérez Caballero.
- Marroc, representat per Abd al-Aziz ben al-Hasan i per Sidi Mohamed el Mokri.
- El Regne Unit, representat per Sir Nicolson.
- L'Imperi Austrohongarès, representat pels Comtes Redolph de Welzersheimb i Bolesta-Koziebrodzki.
- Els EUA, representats pels Srs. White i Gumneré.
- Bèlgica, representada pel baró Joostens i pel comte de Buisseret.
- El Regne d'Itàlia, representat pel marquès Visconti-Venosta i pel Sr. Malmusi.
- Els Països Baixos, representats pel Sr. H. Testa.
- L'Imperi Rus, representat pel comte Cassini i pel Sr. de Bacheracht.
- El Regne de Portugal, representat pels Comtes de Tovar i de Marteus-Ferrao.
- Suècia, representada pel Sr. Sager.

## Agenda de la Conferència
A més del tema principal que va originar la celebració de la conferència, es van tractar altres temes com l'assegurar el pagament d'un important préstec que Alemanya havia concedit al Sultà del Marroc, Abd al-Aziz, el 1904, la integritat de l'Estat marroquí i diversos assumptes econòmics i fiscals sobre aquest territori com ara la llibertat de comerç, la recaptació d'impostos, la lluita contra el contraban i el control duaner.
Es van celebrar un total de divuit sessions els dies 16, 22 i 24 de gener, 1, 7, 10, 13, 14 i 17 de febrer, 3, 8, 10, 26, 27, 29 i 31 de març i els dies 2 i 7 d'abril. La conferència es va clausurar aquest últim dia 7 d'abril de 1906 amb la signatura de l'Acta d'Algesires pels participants europeus i el dia 18 de juny va ser signat pel sultà del Marroc: desgraciadament els acords no acabarien amb el conflicte, ja que aquest es va reproduir el 1911 quan va esclatar la segona crisi marroquina

## Conseqüències
Entre els acords signats Espanya adquireix amb França obligacions per exercir un protectorat al Marroc. En 1911 el Marroc estava en completa anarquia i tropes franceses van ocupar la capital del Marroc, Fes mentre Espanya va ocupar Larraix i Alcazarquivir i Alemanya va enviar una canonera a Agadir, donant lloc al Tractat de Fes pel qual Alemanya renunciava al Marroc, i acceptava el Protectorat francès del Marroc, a canvi de la cessió de la colònia de Nou Camerun, que s'uniria al Camerun Alemany.
Precisament, l'ambició alemanya va causar que el govern de Gran Bretanya donés suport a les pretensions franceses de repartir el Marroc en dos protectorats (un francès i un altre espanyol). Aleshores la Gran Bretanya desconfiava que Alemanya guanyés alguna concessió colonial al Marroc, pensant en la seguretat de Gibraltar i la possibilitat que la Kaiserliche Marine alemanya obtingués una base naval a la Mediterrània, eclipsant la situació privilegiada de la Royal Navy allà.
Aquest acostament franc-britànic va resultar una novetat a la diplomàcia europea, que anys després generaria l'entesa cordial dels dos països en oposició a Alemanya. Rússia va recolzar també les peticions del seu aliat francès, mentre que Àustria-Hongria, encara que favorable a Alemanya, no tenia interès en invocar al Marroc per justificar la seva posició. Tot i això, els acords no acabarien amb el conflicte ja que aquest es va reproduir el 1911 quan va esclatar la “segona crisi marroquina”.
El 1912, amb el suport d'Alemanya, França va realitzar el repartiment amb Espanya del Marroc pel tractat hispano-francès, establint-se el Protectorat espanyol al Marroc amb un territori nord (Jebala-Rif) i un altre sud (Tarfaya).